# لابي
لابـّي (Lappi) بلغة السامي، منطقة جغرافية ثقافية تقطنها قومية السامي. وهي موجودة في شمال أوروبا، مقسمة بين المناطق الشمالية لكل من النرويج، و السويد، و فنلندا، و شبه جزيرة كولا في روسيا.
حدود لابي هي كالتالي: في الشمال - بحر بارنتس، في الشرق - البحر الأبيض، في الغرب - البحر النرويجي، وفي الجنوب (من الغرب إلى الشرق) - النرويج، السويد، بحر البلطيق، فنلندا وروسيا.
وتعتبر مدينة روفانييمي الفنلندية عاصمة المنطقة.